# Olethreutinae
Olethreutinae là một phân họ bướm đêm thuộc họ Tortricidae.

## Các tông
- Bactrini
- Enarmoniini
- Endotheniini
- Eucosmini
- Gatesclarkeanini
- Grapholitini
- Microcorsini
- Olethreutini

## Các chi chưa xác định phân loại
Chi sau chưa được xếp vào tông:
Melanalopha

## Hình ảnh

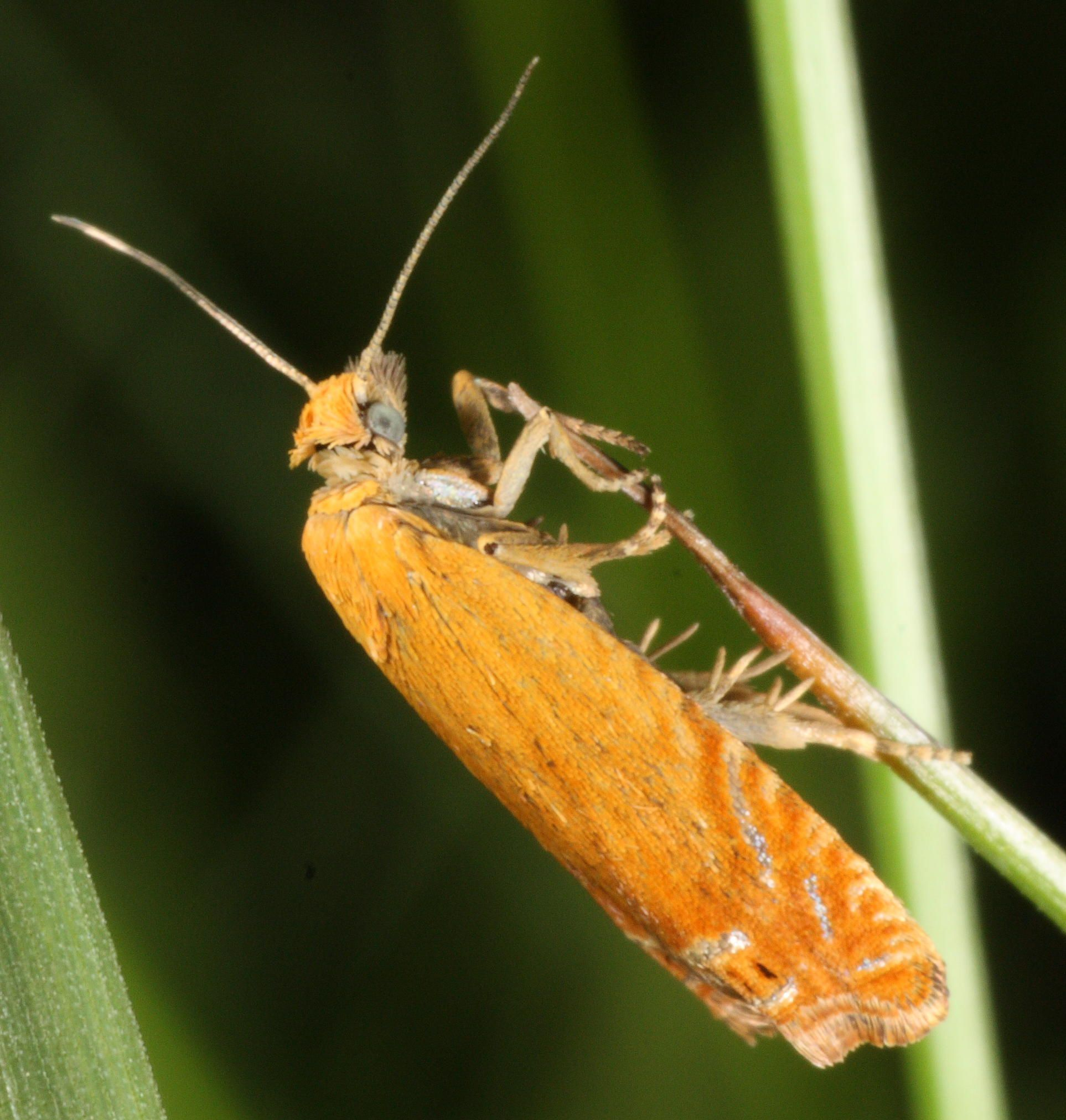
Lathronympha strigana
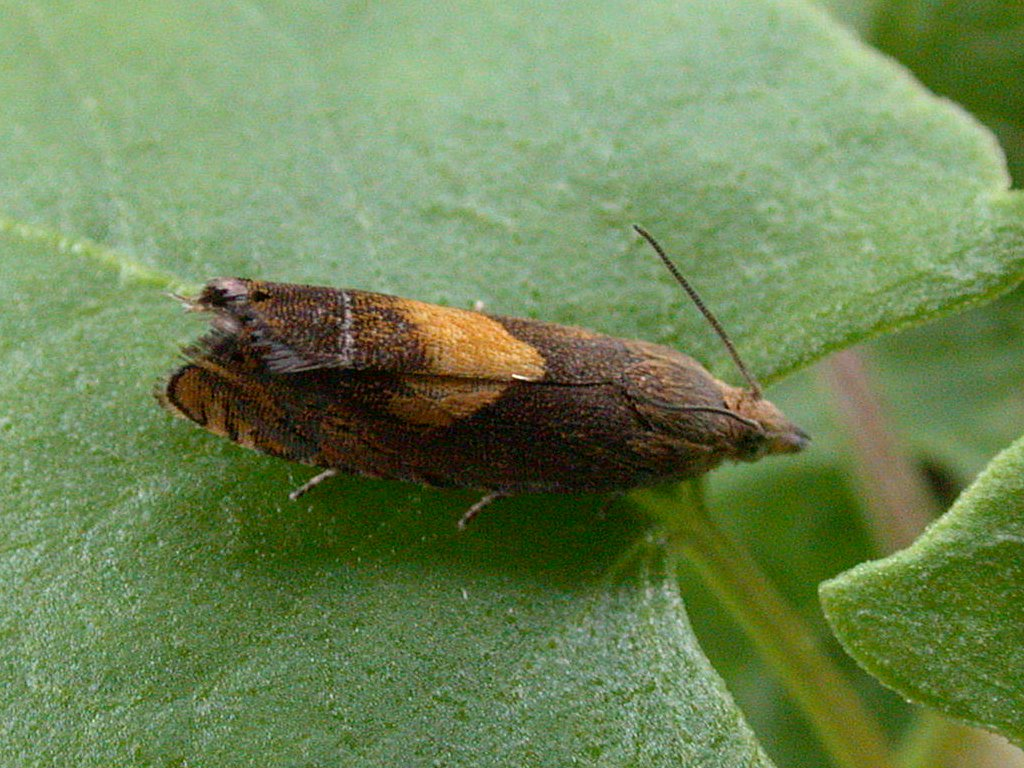
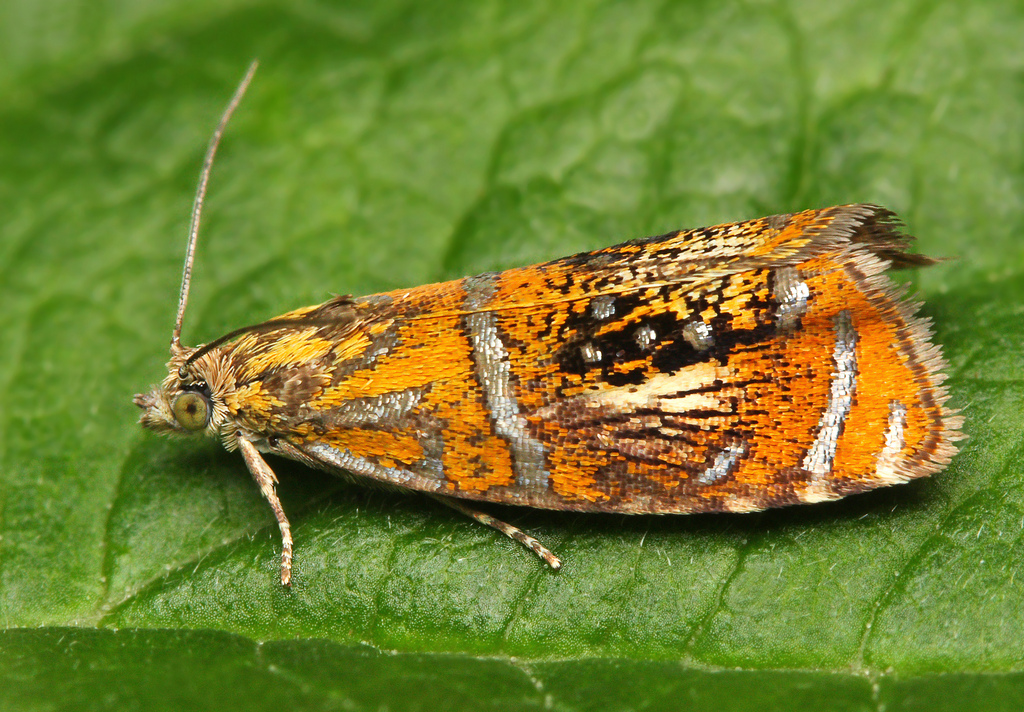
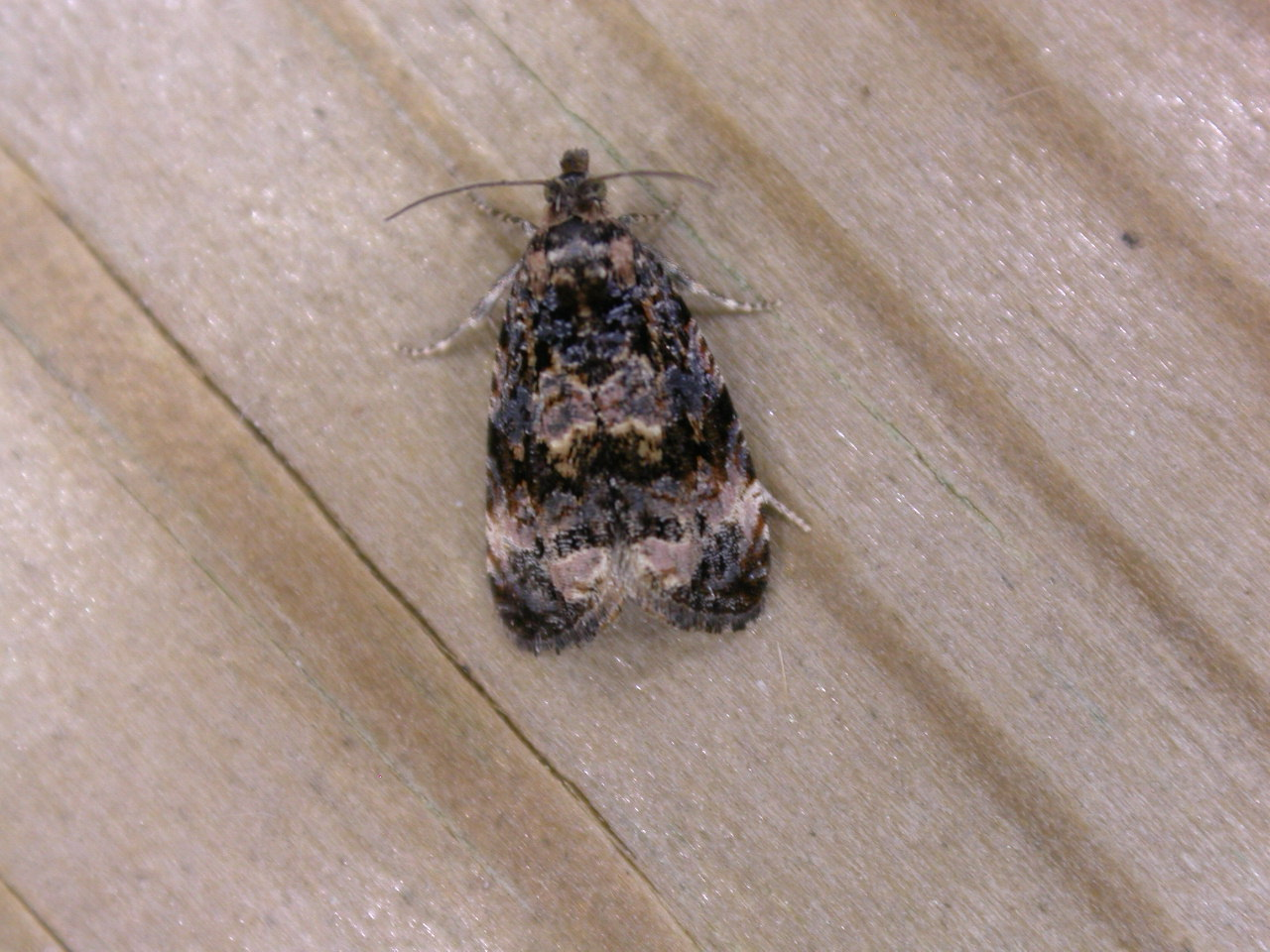
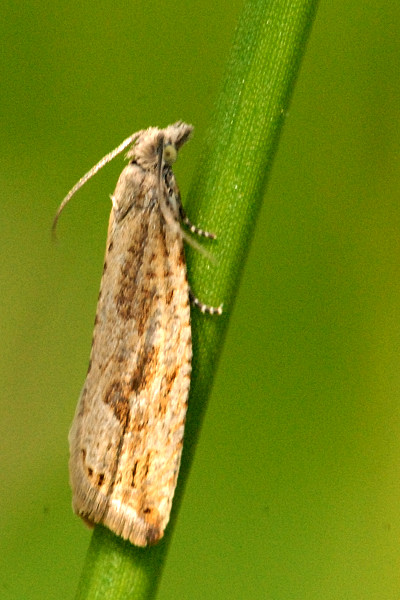